# 하이킥! 짧은 다리의 역습

일본판 포스터.

《하이킥! 짧은 다리의 역습》은 2011년 9월 19일부터 2012년 3월 29일까지 방영된 하이킥 시리즈 3번째이자, 마지막 작품이 되는 문화방송 일일 시트콤이다.

## 특징
- 방영전, 김병욱 PD가 말하기를 흥행 여부와 관계없이 하이킥 시리즈는 이번이 마지막이라고 밝혔다.
- 지난 두 시즌과는 달리 가족단위가 3대 대가족에서 2대 핵가족으로 줄었고 노인과 아이 캐릭터를 배제한 뒤 생활에 최적화된 참신한 청춘 캐릭터를 대거 투입하며 기대치를 높였다.
- 실제로 방영 초기에는 평균 시청률 12%를 기록하며 높은 인기를 끌었으나, 이후에는 전작의 래퍼토리[1]만 답습하는 식상한 전개, 비슷한 캐릭터 구도, 지나칠 정도로 많은 까메오 출연 등으로 혹평이 쏟아졌고 결국 시리즈 사상 최악의 시청률을 기록하며 종영했다.

참고로 해외에서는 일본의 경우 KNTV에서, 타이완은 GTV와 MOD에서, 중국은 씽콩에서 각각 방영되었다.

## 등장인물

### 주요 인물

#### 안내상 일가
- 안내상 : 구내상 (48세)

안씨집안의 구씨집안의 장남. 잘나가는 특수효과회사의 사장이었지만 부사장이자 동업자인 우현의 배신으로 하루아침에 회사는 망하고 빚쟁이들에게 쫓기는 신세가 된다.
- 이후 처남 윤계상의 집에 얹혀살기 시작하면서 안예술이라는 회사를 새로 창립했고 임시로 윤계상네 집 한구석을 사무실로 사용하고, 회사가 번창해 안's 월드로 회사명을 바꾼다.
- RH-AB형이라는 희귀혈액형의 소유자로 피 한방울 흘리는 걸 굉장히 싫어한다.

- 윤유선 : 윤유선(45세)

안내상의 아내. 잘나가는 회사 사모님이었지만 남편의 부도로 인해 조기폐경을 맞는다.
- 조기 폐경 덕분에 감정이 굉장히 메말라있다.

- 윤계상 : 윤계상(34세) (아역: 이태우)

윤유선의 첫째 남동생. 보건소 의사 및 집주인. 항상 웃는 얼굴을 유지하고 다니며, 짜증을 낼 줄 모르는 쿨가이다.
- 서지석 : 윤지석(31세) 역

윤유선의 둘째 남동생. 지나고등학교 체육교사 겸 수정과 지원의 반 담임. 형 계상과는 달리 다혈질이며, 옳고 그름이 분명하다.
- 이후에 하선과 사랑에 빠진다.
- 근무하게 된 학교에 다니는 종석과 수정을 집에서만 조카로 대할뿐 학교에선 학생으로 간주하며 엄하게 대한다.
- 종석이 수업진도를 못따라잡는걸 보고는 1년 유급시켜 수정의 반으로 편성시켜서 종석의 원망을 산다.

- 이종석 : 안종석 구종석(19세) 역

내상과 유선의 장남. 전도유망한 아이스하키 선수였고 대학은 체육특기생 전형으로 들어갈 생각이었지만 아빠 회사가 망해버리면서 운동을 그만뒀고 외삼촌 지석의 학교로 전학오면서 평범한 고교생이 된다.
- 하지만 운동만 하느라 공부하고는 담을 쌓은탓에 진도를 못따라잡을 정도로 꼴통이었으며 결국 1년 유급되어 여동생 수정과 같은반에서 공부하게 된다.
- 처음에는 나이어린 동생들과 같이 공부하는걸 무척이나 수치스럽게 여겼지만 유일하게 자신을 '선배'라고 부르며 윗사람으로 대해주는 지원에게 첫눈에 반해 생전 안하던 공부라는걸 하기 시작하면서 개과천선하기 시작한다.
- 평소에는 여동생을 굉장히 싫어하지만 그녀가 알바하던 햄버거가게에서 진상한테 수난을 겪는걸 보고는 눈이 뒤집혀 똑같이 그 진상에게 보복했다. 이후 때문에 알바 잘렸다며 여동생한테 종일 시달리지만 무척 뿌듯해한다.

- 정수정 : 안수정 구수정(18세) 역

내상과 유선의 막내딸. 종석과는 연년생 남매. LA에서 유학생활을 할 정도로 수재였지만 용돈타러 한국에 돌아온 어느날 아빠 회사가 망해버리는 바람에 꼼짝없이 한국에 눌러앉게 된다.
- 이후 지석의 학교로 전학가면서 역시나 평범한 여고생으로 변하지만 쾌활한 성격탓에 금세 친구들을 많이 사귀며 적응해나가기 시작한다.
- 평소 종석을 부르는 호칭은 '오빠'가 아닌 스튜핏(stupid). 아예 휴대폰에도 스튜핏으로 저장했다.
- 또한 1년 유급되어 같은반에서 수업을 듣게되자 무척이나 창피하게 여긴다.
- 하지만 자신을 모욕하는 진상에게 똑같이 보복하는걸 보고는 말로는 알바 잘렸다며 길길이 날뛰었지만 속으로는 고마워한다.

#### 김지원네 집
- 김지원(아역 김현수) : (18세)

어린시절 부모를 일찍 여읜탓에 혼자가 됐고 가족이라고는 뜻하지 않은 사정으로 얹혀살게 된 외사촌언니 하선이 전부다.
- 지석의 학교에 재학중이며 어느날, 1년 유급되어 자기반으로 내려온 종석에게 과외를 해주며 가까워지게 되지만 정작 썸은 윤계상이랑 탄다. 아버지와의 추억이 담긴 사진들 때문에 1990년대 핸드폰을 가지고 다닌다.
- 하선이 같은학교에 근무하고 수업도 들어오는지라 학교에서도 항상 마주치지만 하선이 지원을 다른 아이들과 같은 학생으로 대하듯 지원 역시 그녀를 철저하게 선생님으로만 대한다.

- 박하선 : (26세)

지원의 외사촌언니이자 지원이 다니는 지나고등학교 국어교사. 당연히 지원의 반에도 수업을 들어오지만 집에서나 사촌동생으로 대할뿐 학교에서는 다른 아이들과 똑같은 학생으로 대한다.
- 교감선생님 명의로 줄리엔 집을 계약했다 사기를 당한 뒤 지원과 상의해서 줄리엔과 같이 살게된다.
- 평소에는 무척이나 순하고 거부를 잘 못하는 성격이라 아이들 사이에선 무시받기 일쑤. 알게 모르게 남들이 모르는 괴력을 가지고 있고, 스트레스를 받을때마다 암벽을 탄다.
- 어리버리한 성격으로 생각없이 행동 먼저 저지르는 성격을 가지고 있다.
- 롤리폴리 춤을 잘춘다.

- 백진희 :(23세)

박하선의 후배. 취업준비생. 고시원에서 쫓겨나서 하선네 집에 머물게 되었다.
- 후에 계상네 보건소의 보건행정직 인턴으로 일한다.
- 입이 굉장히 싸며, 몽유병까지 있다.
- 불의를 보면 참지 못하는 성격이다.

- 줄리엔 강 : 《지붕뚫고 하이킥!》의 출연자이다.

지나고등학교 원어민 영어교사. 박하선이 집계약 사기를 당해 하선네 집에서 당분간 머물게 되었다.
- 지원의 집에서 반찬을 도맡아 하며 식구들이 싸울때마다 먼저 앞장서서 화해하게 해주는 역할을 한다.

### 주변 인물
- 고영욱 : (~67화, 117화) 2000년 MBC 가문의 영광 이후 해당 프로그램으로[2] 시트콤 재출연을 했다

고시원에 사는 고시생. 일단 사는 모습이나 외형을 보면 매우 찌질하기 그지 없다. 지나고 연극에 출연한 하선을 보고 첫눈에 반했다. 이후 어떤 소동으로 하선과 나란히 강에 빠졌는데 현장에 있던 사람들은 영욱이 하선을 구해줬다고 여기며 그의 프로포즈를 도와주었고 연인이 됐다. 여기에 그토록 원하던 9급 공무원 합격까지 했지만 하선과는 금세 헤어지고 말았다. 영욱과는 달리 하선은 사람들 분위기에 떠밀려 억지로 고백을 받아들인것이기 때문. 여담으로 두사람이 커플이 되는 과정은 지나치게 억지스럽다는 평가를 받았다.
- 강승윤 : (20세)

경주토박이 4차원 소년. 아버지가 경주에서 '제일 큰 한의원'이라는 한의원을 차린 한의사라서 굉장히 유복한 편이다. 길을 걷던중 길거리에 앉아있는 안내상 가족을 보고는 혹시 거지냐고 물었고 이후 그들이 굶었다는걸 알고는 피자와 치킨을 시켜다 주며 친해진다. 그리고 서울에 상경하여 내상의 집에 찾아오면서 그들의 객식구가 된다. 같은 남자인 종석과 가까워지고 싶어했지만 종석은 이런 그를 귀찮아하며 피해다녔다. 하지만 차에 치일뻔한 종석을 구해주고 요도가 파열됐다. 이 일을 계기로 종석과는 둘도없는 친구가 됐다. 대부분의 시청자들이 잘 모르는 사실이 하나 있는데 그는 종석보다 1살 많은 20살 성인이다. 그런데도 불구하고 나이어린 종석이 반말을 하는데도 그냥 친구먹는걸 보면 꽤나 대인배인듯. 최종회에 대한민국 대통령이 된다.
- 이적 (가수) :

이적 항문외과 원장. 윤계상의 대학 선배. 시트콤의 시적 화자. 후에 백진희와 결혼한다.

### 지나고등학교
- 박지선 :

지나고등학교 영어교사. 햇빛 알레르기가 있어 그녀 때문에 항상 교무실커튼을 켜놓는다. 이후 줄리엔에게 머리털 나고 처음으로 사랑고백을 받게 되나 장난으로 오해하고, 줄리엔의 진지함에 반하여 사랑에 빠지게 된다.
- 양창익 : 윤건 역

지나고등학교 음악교사. 늘 어디 짱박혀서 남의 이야기를 엿듣고는 한다. 그런데 엿듣고 싶어서가 아니라 작곡생각 때문에 바깥을 봐야 해서 창틀에 걸터 앉는데, 햇빛 알레르기가 있는 박지선때문에 항상 커튼뒤에 갇힌다. 한때 박하선의 칭찬때문에 박하선을 좋아하게 됐다가, 지석에게 된통 혼난 뒤로는 다시 고독한 작곡가로 돌아온다. 지나고등학교의 교가인 '벌써 20년'의 작곡가이다.
- 홍순창 :

지나고등학교 교감.《거침없이 하이킥》,《지붕뚫고 하이킥》의 출연자이다. 여기서도 이전작들처럼 윤지석에게 가끔씩 반어법을 구사한다.
- 박진주 : 홍보희 역

지나고등학교 수석 학생. 한번도 전교 1등을 놓쳐본 적이 없다.(이 때문에 지원이 만년 전교 2등이다.)

### 명인대학교병원
- 이정길 : 이주완 역

명인대학교 일반외과 명예교수, 윤계상과 이적, 이지훈의 선배.
- 김명민 : 장준혁 역

명인대학교 일반외과 정교수, 윤계상과 이적, 이지훈의 선배.

### 그 외
- 김경룡 : 김정일 역

안내상의 전 회사 부장, 안예술 이사. 《거침없이 하이킥!》의 출연자이다. 41회에서는 김 부장의 실명이 김정일인 것으로 밝혀져 강승윤이 오해하기도 하였다.
- 신하연 : 임 간호사 역

보건소 간호사. 까다로운 성격으로 백진희에게 간간이 심리적 압박을 주기도 한다.
- 이세랑 : 백 간호사 역

보건소 간호사.
- 현병수 : 현병수 역

고영욱의 고시원 친구.
- 안내상 : 최상득 역

안내상의 후배. 현재 텔런트이다.
- 정동규 : 강두석 역 (3화)

박하선에게 사기로 집계약을 성사시키고 잠적하다가, 오랜 후에 다시 발견되어 뒤쫓아온 하선을 동네 건달들과 함께 위협하지만 곧이어 지석의 훼방으로 인해 도망치게 된다.
- 김학철 : 박규 역 (3화, 4화)

삼진물산 사장. 백진희에게 짜장면을 빨리 먹으면 합격시켜 준다고 했는데, 백진희가 9초만에 짜장면을먹게 되면서 합격시킨다.
- 정병호 : 방송인 역 (3화)

TV 프로그램 '위기 탈출 하이킥'에서 위기에서 탈출하는 법을 설명하는 사람으로 나왔다.
- 손영순 : 윤계상에게 치료받는 환자 역
- 김민영 : 김지원의 지나고등학교 친구
- 오경수 : 방송 편집장
- 문성혁 : 방송국 PD
- 양한열 : 윤지석과 동병상련의 처지로 짝사랑을 앓는 꼬마.
- 주다영 : 안종석 팬클럽 회장
- 김민하 : 안종석 팬클럽 회원
- 이대로 : 치매를 앓고 있는 할아버지. 보건소 인턴인 백진희에게 도움을 받는다. 아들이 미국에서 돌아온다는 환상을 갖고있다.
- 이승윤 : 복싱 체육관 관장. 윤계상에게 진료를 받고 고마운 마음에 체육관에 초대한다.
- 티아 : 캐시 역 (94회)

강승윤의 여자 친구. 양다리가 발각된 뒤 금세 헤어진다.
- 라미란 : 심정미 역

윤유선의 친구. 출가한 여자. 절에들어가 중이 되었다.
- 손종학 : 서예학원 원장 역

윤유선이 다니는 학원.
- 문영미 : 학부모 역
- 여운복 : 면접관 역

백진희가 면접을 보려간 회사 면접관 중 한 명.
- 윤해윤 : 종석의 같은반 친구.
- 최윤준 : 김부장 역
- 김학준 : 학생 역
- 안내상 : 이세민 역

당나라 황제 태종. 다락방 싸움 때 안시성 전투를 상상하며 등장했다.
- 이종석 : 이세적 역

당나라 장군. 다락방 싸움 때 안시성 전투를 상상하며 등장했다.
- 강승윤 : 걸사지추 역

말갈 족장. 다락방 싸움 때 안시성 전투를 상상하며 등장했다.
- 서지석 : 이도종 역

당나라 장군. 다락방 싸움 때 안시성 전투를 상상하며 등장했다.
- 줄리엔 강 : 연개소문 역

고구려 대막리지. 다락방 싸움 때 안시성 전투를 상상하며 등장했다.
- 정수정 : 양만춘 역

고구려 안시성 성주. 다락방 싸움 때 안시성 전투를 상상하며 등장했다.

### 특별출연
- 최은경 : 최은경 역 (1화)

41년 후(2052년)의 아나운서. 이적이 ‘하이킥! 짧은 다리의 역습’의 저자로 출연한 프로그램‘책! 책! 책잇아웃! 책을 읽읍시당!’의 진행자.
- 우현 : 우현 역 (1화, 116화)

안내상의 오랜 친구이자 안내상 회사의 부사장. 회사 공금을 횡령하여 도망쳐 버리는 바람에 회사가 부도가 나고 안내상 가족들까지 쫓기는 신세를 만든다. 오랜 후에 친구의 빚을 갚고자 다시 나타난다.
- 이켠 : 양상모 역 (22화)

포토그래퍼, 백진희의 학교 선배. 사람들의 웃는 모습을 찍어, ‘웃는 얼굴 많이 보고 기분 좋은 사회 만들자’라는 취지의 자선 사진전을 연다며 윤계상에게 사진 모델이 되어줄 것을 부탁한다.
- 정재형 : 정재형 역 (27화)

심부름센터 운영자 및 작곡가. 장보러 나갔던 윤유선이 길에서 유연히 만난 작곡가이며, 안내상에게 빚을 받으러 온 심부름센터 사람이다.
- 박희진 : 박희진 역 (28화)

임시 국어교사. 수업을 재미있게 해서 학생들에게 인기가 많아 학생들이 박희진의 수업을 들으러 빠져나가자 박하선이 자극받아서 재밌는 수업을 하기 위해 노력한다. 《똑바로살아라》의 출연자이다.
- 정일우 : 정일우 역 (40화)

풍파고 3학년에 재학 중인 꽃미남 고등학생으로, 사정상 안수정의 교복을 입게 된 윤유선을 보고 첫눈에 반한다. 《거침없이 하이킥!》의 출연자이다. 심장이 약하다.
- 이성배 (42화)

뉴스 아나운서.
- 강성범 : 편의점 주인 역 (42화)

안내상이 스파이더맨 복장을 하고 강도를 잡을 때 목격자로, 뉴스에서 인터뷰를 한다.
- 정주리 : 폭주족 리더 역 (56화)

난폭 드라이브를 즐기다가 초보 운전자인 박하선과 신경전을 벌인다.
- 박해미 : 박해미 역 (58화)

안예술 소속 보조출연 연기자이며 《거침없이 하이킥》의 출연자이다. 한때 유선의 질투를 받기도 했다.
- 브로닌 : 줄리엔의 친구 역 (60화)

경상도 사투리를 잘못 배워서 쓴다.
- 태민 : 이태민 역 (65화)

안수정과 급속도로 사귀다가 헤어지는 남자 친구.
- 허각 : 허각 역 (71화)

안예술 소속 엑스트라. 강승윤과 노래 대결 오디션을 펼친다. 패배로 안예술을 떠나고 가수가 된다.
- 신세경 : 신세경 역 (75화)

대만 이민을 앞둔 산골 소녀. 중국 음식점에서 지갑을 잃어버려 곤란을 겪고 있는 것을 보고 윤계상이 도와주며 아버지가 올 때까지 머물 곳이 없는 것을 알고 계상이 자기 집으로 데리고 온다. 그리고 지내는 동안 신세를 질 수 없다며 자발적으로 살림을 봐주고 대만으로 출국한다. 《지붕뚫고 하이킥》의 출연자이다.
- 최민용 : 이민용 역 (75화)

중국 음식점에서 음식을 먹고있는 손님 전작 《거침없이 하이킥!》의 출연자이다.
- 방은희 : 강승윤의 어머니 역 (77화, 113화[5])

강승윤의 자선병 때문에 승윤이 갖다준 한약과 밍크코트,경주팥빵을 가지러 종석의 집을 찾아 온다.
- 윤서현 : 윤서현 역 (83화)

안내상의 후배. 미국 이민을 앞두고 베이비시터를 찾는다.
- 정보석 : 정보석 역 (84화)

안예술에서 김정일 이사를 대신해 잠시 일을 맡게 되었으며, 배우 뺨치는 멋진 외모와 달리 숫자와 계산에 매우 약하다. 전작 《지붕뚫고 하이킥!》의 출연자이다.
- 윤시윤 : 윤시윤 역 (88화)

박하선의 선배이자 첫사랑. 지리산에서 사고로 목숨을 잃어, 하선의 아픈 추억으로 남는다. 전작 《지붕뚫고 하이킥!》의 출연자이다.
- 최다니엘 : 이지훈 역 (95화)

명인대 의과대학 재학시절 윤계상과 라이벌로, 윤계상이 있는 보건소로 잠시 오게 된다. 전작 《지붕뚫고 하이킥!》의 출연자이다.
- 황정음 : 황정음 역 (106화)

지나고등학교의 이사장 외동딸로, 실습 학점이 모자라서 교생 실습을 오게 되고, 윤지석을 만나 그의 자상함에 반해 짝사랑하게 된다. 전작 《지붕뚫고 하이킥!》의 출연자이다.
- 김범 : 김범 역 (108화)

온갖 공포증을 앓고 있는 재벌 2세이며 백화점 사장. 안수정에게 도움을 받은 계기로 만남을 지속하고, 안수정의 집을 방문하게 된다. 총 107개의 공포증을 가지고 있다.《거침없이 하이킥!》의 출연자이다.
- 진지희 : 정해리 역 (110화)

방송국 드라마 PD의 딸. 안종석에게 반해 쫓아다니는 사춘기 소녀로 안수정과 사사건건 대립한다. 전작 《지붕뚫고 하이킥!》의 출연자이다.
- 김지현 : 말다툼하는 행인 역 (117화)

고영욱이 가로수에 걸어둔 목걸이를 가지고 서로 자기 것이라 다툰다.
- 박성광 : 문영덕 역 (121화)

박지선의 옛 남자친구. 말끝마다 도치법을 사용한다.

## 방송 시간
| 구분                       | 방송 기간                         | 방송 시간                       | 방송 분량 |
| -------------------------- | --------------------------------- | ------------------------------- | --------- |
| 1회 ~ 123회                | 2011년 9월 19일 ~ 2012년 3월 29일 | 월~금 오후 7시 45분 ~ 8시 15분  | 30분      |
| 설특집 하이킥! 설날의 역습 | 2012년 1월 23일                   | 월요일 오후 2시 30분 ~ 4시      | 90분      |
| 스페셜 1탄                 | 2012년 2월 20일 ~ 2012년 2월 24일 | 월~금 오후 7시 45분 ~ 8시 15분  | 30분      |
| 스페셜 2탄                 | 2012년 3월 30일                   | 금요일 오후 7시 45분 ~ 8시 15분 | 30분      |
| 베스트                     | 2012년 4월 2일 ~ 2012년 4월 6일   | 월~금 오후 7시 45분 ~ 8시 15분  | 30분      |

## 결방 및 편성 변경 사유

### 2011년
- 9월 21일 : 런던 올림픽 축구 아시아지역 최종예선 <대한민국 vs 오만> 중계방송으로 인한 결방
- 10월 7일 : 축구 국가대표 친선경기 <대한민국 vs 폴란드> 중계방송으로 인한 결방
- 10월 11일 : MBC 스포츠 2011 프로야구 준플레이오프 3차전 SK 와이번스 VS KIA 타이거즈 중계방송으로 인한 결방
- 10월 17일 : MBC 스포츠 2011 프로야구 플레이오프 2차전 SK 와이번스 VS 롯데 자이언츠 중계방송으로 인한 결방
- 10월 25일 : MBC 스포츠 2011 프로야구 한국시리즈 1차전 SK 와이번스 VS 삼성 라이온즈 중계방송으로 인한 결방
- 10월 26일 : 선택 2011 - 10.26 재보궐 선거방송으로 인한 결방
- 11월 30일 : MBC 스포츠 K리그 챔피언 결정전 2011 1차전 울산 HD VS 전북 현대 모터스 중계방송으로 인한 결방
- 12월 19일 : 북한 김정일 국방위원장 사망 뉴스특보 방송으로 인한 결방

### 2012년
- 1월 24일 : 설날특집 제4회 아이돌 스타 육상·수영선수권대회 방송으로 대체
- 2월 20일 ~ 2월 24일 : MBC 노동조합의 총파업으로 인한 스페셜 방송 대체

## 시청률
아래의 파란색 숫자는 '최저 시청률'이고, 빨간색 숫자는 '최고 시청률'입니다. 시청률조사회사와 지역별로 시청률에 차이가 있을 수 있습니다.
| 2011년    | 2011년    | 2011년         | 2011년       | 2011년         | 2011년       |
| 회차      | 방송일    | TNMS 시청률    | TNMS 시청률  | AGB 시청률     | AGB 시청률   |
| 회차      | 방송일    | 대한민국(전국) | 서울(수도권) | 대한민국(전국) | 서울(수도권) |
| --------- | --------- | -------------- | ------------ | -------------- | ------------ |
| 제1회     | 9월 19일  | 10.4%          | 11.9%        | 12.4%          | 12.9%        |
| 제2회     | 9월 20일  | 10.4%          | 12.4%        | 12.2%          | 13.5%        |
| 제3회     | 9월 22일  | 9.5%           | 10.9%        | 10.8%          | 11.3%        |
| 제4회     | 9월 23일  | 11.2%          | 13.1%        | 11.5%          | 11.9%        |
| 제5회     | 9월 26일  | 9.8%           | 11.2%        | 11.7%          | 12.7%        |
| 제6회     | 9월 27일  | 9.7%           | 10.5%        | 11.4%          | 12.2%        |
| 제7회     | 9월 28일  | 10.9%          | 11.9%        | 11.4%          | 12.1%        |
| 제8회     | 9월 29일  | 10.6%          | 12.5%        | 10.4%          | 10.8%        |
| 제9회     | 9월 30일  | 11.1%          | 12.0%        | 11.2%          | 11.9%        |
| 제10회    | 10월 3일  | 13.1%          | 16.0%        | 12.7%          | 13.7%        |
| 제11회    | 10월 4일  | 11.4%          | 12.8%        | 11.0%          | 12.2%        |
| 제12회    | 10월 5일  | 9.9%           | 11.1%        | 10.6%          | 11.9%        |
| 제13회    | 10월 6일  | 10.7%          | 11.8%        | 10.5%          | 11.3%        |
| 제14회    | 10월 10일 | 9.7%           | 11.0%        | 11.4%          | 12.3%        |
| 제15회    | 10월 12일 | 10.8%          | 11.3%        | 11.8%          | 12.8%        |
| 제16회    | 10월 13일 | 10.7%          | 11.7%        | 10.9%          | 12.3%        |
| 제17회    | 10월 14일 | 12.5%          | 13.3%        | 11.8%          | 12.5%        |
| 제18회    | 10월 18일 | 10.1%          | 12.1%        | 10.6%          | 11.9%        |
| 제19회    | 10월 19일 | 11.1%          | 12.8%        | 11.8%          | 13.6%        |
| 제20회    | 10월 20일 | 10.7%          | 12.6%        | 10.7%          | 12.2%        |
| 제21회    | 10월 21일 | 11.1%          | 12.9%        | 12.5%          | 14.0%        |
| 제22회    | 10월 24일 | 11.0%          | 12.0%        | 11.7%          | 12.1%        |
| 제23회    | 10월 27일 | 10.7%          | 13.4%        | 10.7%          | 12.0%        |
| 제24회    | 10월 28일 | 9.9%           | 11.4%        | 11.0%          | 11.9%        |
| 제25회    | 10월 31일 | 9.3%           | 11.0%        | 10.1%          | 11.5%        |
| 제26회    | 11월 1일  | 9.9%           | 11.4%        | 9.6%           | 10.2%        |
| 제27회    | 11월 2일  | 10.9%          | 12.3%        | 11.6%          | 12.2%        |
| 제28회    | 11월 3일  | 10.5%          | 11.9%        | 11.2%          | 12.2%        |
| 제29회    | 11월 4일  | 10.2%          | 12.4%        | 11.8%          | 12.7%        |
| 제30회    | 11월 7일  | 10.2%          | 11.8%        | 11.7%          | 12.5%        |
| 제31회    | 11월 8일  | 10.9%          | 13.5%        | 10.1%          | 11.3%        |
| 제32회    | 11월 9일  | 13.0%          | 14.9%        | 12.7%          | 13.6%        |
| 제33회    | 11월 10일 | 11.7%          | 12.5%        | 12.0%          | 13.6%        |
| 제34회    | 11월 11일 | 11.9%          | 13.9%        | 13.1%          | 14.6%        |
| 제35회    | 11월 14일 | 11.4%          | 12.1%        | 13.4%          | 14.8%        |
| 제36회    | 11월 15일 | 10.3%          | 12.2%        | 11.7%          | 12.3%        |
| 제37회    | 11월 16일 | 12.2%          | 14.7%        | 12.9%          | 14.5%        |
| 제38회    | 11월 17일 | 12.3%          | 13.9%        | 12.9%          | 14.0%        |
| 제39회    | 11월 18일 | 15.2%          | 17.1%        | 14.0%          | 13.9%        |
| 제40회    | 11월 21일 | 11.4%          | 14.0%        | 12.6%          | 14.0%        |
| 제41회    | 11월 22일 | 10.4%          | 11.6%        | 10.9%          | 12.5%        |
| 제42회    | 11월 23일 | 11.4%          | 13.9%        | 11.7%          | 12.6%        |
| 제43회    | 11월 24일 | 11.2%          | 12.3%        | 11.1%          | 11.6%        |
| 제44회    | 11월 25일 | 12.1%          | 13.2%        | 12.9%          | 13.4%        |
| 제45회    | 11월 28일 | 10.9%          | 12.1%        | 11.9%          | 13.2%        |
| 제46회    | 11월 29일 | 8.7%           | 10.9%        | 10.9%          | 11.9%        |
| 제47회    | 12월 1일  | 11.7%          | 12.3%        | 10.8%          | 11.0%        |
| 제48회    | 12월 2일  | 11.4%          | 12.9%        | 11.2%          | 12.1%        |
| 제49회    | 12월 5일  | 10.8%          | 11.9%        | 10.8%          | 11.7%        |
| 제50회    | 12월 6일  | 10.2%          | 13.5%        | 10.6%          | 11.9%        |
| 제51회    | 12월 7일  | 12.8%          | 14.7%        | 10.8%          | 12.1%        |
| 제52회    | 12월 8일  | 10.9%          | 13.5%        | 12.0%          | 11.8%        |
| 제53회    | 12월 9일  | 12.4%          | 13.8%        | 13.1%          | 14.9%        |
| 제54회    | 12월 12일 | 10.3%          | 12.2%        | 11.6%          | 12.9%        |
| 제55회    | 12월 13일 | 10.6%          | 12.7%        | 12.1%          | 13.8%        |
| 제56회    | 12월 14일 | 12.9%          | 14.5%        | 11.7%          | 12.5%        |
| 제57회    | 12월 15일 | 12.8%          | 14.3%        | 12.0%          | 12.8%        |
| 제58회    | 12월 16일 | 12.4%          | 14.0%        | 14.5%          | 15.8%        |
| 제59회    | 12월 20일 | 11.5%          | 13.8%        | 12.3%          | 13.4%        |
| 제60회    | 12월 21일 | 11.4%          | 13.2%        | 11.9%          | 13.2%        |
| 제61회    | 12월 22일 | 12.1%          | 12.8%        | 11.9%          | 12.6%        |
| 제62회    | 12월 23일 | 11.7%          | 13.1%        | 12.3%          | 12.8%        |
| 제63회    | 12월 26일 | 10.9%          | 12.8%        | 12.3%          | 13.5%        |
| 제64회    | 12월 27일 | 10.5%          | 12.1%        | 11.3%          | 12.5%        |
| 제65회    | 12월 28일 | 12.3%          | 14.3%        | 11.7%          | 12.9%        |
| 제66회    | 12월 29일 | 12.3%          | 12.9%        | 12.8%          | 14.4%        |
| 제67회    | 12월 30일 | 9.7%           | 11.4%        | 10.8%          | 11.0%        |
| 2012년    |           |                |              |                |              |
| 제68회    | 1월 2일   | 12.6%          | 14.5%        | 12.4%          | 13.7%        |
| 제69회    | 1월 3일   | 12.5%          | 13.9%        | 12.5%          | 13.9%        |
| 제70회    | 1월 4일   | 14.5%          | 16.6%        | 13.0%          | 14.0%        |
| 제71회    | 1월 5일   | 13.4%          | 14.6%        | 12.7%          | 13.6%        |
| 제72회    | 1월 6일   | 12.2%          | 14.7%        | 12.9%          | 14.6%        |
| 제73회    | 1월 9일   | 12.7%          | 14.9%        | 12.7%          | 14.3%        |
| 제74회    | 1월 10일  | 12.9%          | 15.8%        | 12.5%          | 13.8%        |
| 제75회    | 1월 11일  | 14.2%          | 16.8%        | 14.1%          | 15.7%        |
| 제76회    | 1월 12일  | 13.7%          | 15.7%        | 12.7%          | 13.8%        |
| 제77회    | 1월 13일  | 13.2%          | 15.6%        | 13.2%          | 14.0%        |
| 제78회    | 1월 16일  | 12.7%          | 14.6%        | 14.2%          | 16.1%        |
| 제79회    | 1월 17일  | 12.7%          | 13.9%        | 13.6%          | 15.6%        |
| 제80회    | 1월 19일  | 12.1%          | 13.3%        | 12.5%          | 14.2%        |
| 제81회    | 1월 20일  | 11.8%          | 12.9%        | 15.5%          | 17.9%        |
| 제82회    | 1월 25일  | 12.4%          | 13.1%        | 13.9%          | 16.1%        |
| 제83회    | 1월 26일  | 12.0%          | 13.6%        | 12.7%          | 14.0%        |
| 제84회    | 1월 27일  | 13.3%          | 14.4%        | 14.0%          | 15.3%        |
| 제85회    | 1월 30일  | 11.3%          | 12.3%        | 11.6%          | 12.9%        |
| 제86회    | 1월 31일  | 10.9%          | 11.3%        | 11.6%          | 13.0%        |
| 제87회    | 2월 1일   | 11.8%          | 12.6%        | 15.0%          | 17.8%        |
| 제88회    | 2월 2일   | 11.7%          | 13.2%        | 13.2%          | 14.8%        |
| 제89회    | 2월 3일   | 13.5%          | 13.8%        | 13.5%          | 15.0%        |
| 제90회    | 2월 6일   | 12.6%          | 13.7%        | 11.9%          | 13.0%        |
| 제91회    | 2월 7일   | 12.5%          | 14.3%        | 12.2%          | 13.6%        |
| 제92회    | 2월 8일   | 14.1%          | 14.2%        | 13.8%          | 15.8%        |
| 제93회    | 2월 9일   | 14.7%          | 15.0%        | 12.4%          | 14.2%        |
| 제94회    | 2월 10일  | 14.6%          | 17.4%        | 13.4%          | 14.9%        |
| 제95회    | 2월 13일  | 12.5%          | 13.5%        | 12.5%          | 14.2%        |
| 제96회    | 2월 14일  | 11.0%          | 10.7%        | 12.4%          | 14.4%        |
| 제97회    | 2월 15일  | 12.3%          | 11.9%        | 13.9%          | 15.4%        |
| 제98회    | 2월 16일  | 12.9%          | 12.4%        | 13.1%          | 14.9%        |
| 제99회    | 2월 17일  | 13.8%          | 15.4%        | 13.6%          | 15.6%        |
| 스페셜1회 | 2월 20일  | 11.1%          | 11.7%        | 10.7%          | 12.2%        |
| 스페셜2회 | 2월 21일  | 9.5%           | 11.5%        | 9.2%           | 10.7%        |
| 스페셜3회 | 2월 22일  | 9.6%           | 10.3%        | 8.3%           | 9.2%         |
| 스페셜4회 | 2월 23일  | 8.7%           | 9.0%         | 8.4%           | 9.2%         |
| 스페셜5회 | 2월 24일  | 9.7%           | 9.3%         | 9.8%           | 10.2%        |
| 제100회   | 2월 27일  | 11.5%          | 13.0%        | 10.0%          | 11.4%        |
| 제101회   | 2월 28일  | 10.1%          | 11.0%        | 11.1%          | 13.1%        |
| 제102회   | 2월 29일  | 10.3%          | 9.9%         | 9.6%           | 10.9%        |
| 제103회   | 3월 1일   | 12.6%          | 14.1%        | 10.6%          | 12.5%        |
| 제104회   | 3월 2일   | 10.4%          | 10.3%        | 10.6%          | 12.2%        |
| 제105회   | 3월 5일   | 9.8%           | 11.1%        | 11.6%          | 13.8%        |
| 제106회   | 3월 6일   | 10.2%          | 11.7%        | 10.2%          | 11.6%        |
| 제107회   | 3월 7일   | 8.7%           | 8.3%         | 10.5%          | 12.6%        |
| 제108회   | 3월 8일   | 10.2%          | 10.2%        | 9.4%           | 10.4%        |
| 제109회   | 3월 9일   | 9.2%           | 9.3%         | 9.2%           | 11.0%        |
| 제110회   | 3월 12일  | 9.7%           | 11.3%        | 9.4%           | 10.6%        |
| 제111회   | 3월 13일  | 8.6%           | 9.5%         | 9.2%           | 10.7%        |
| 제112회   | 3월 14일  | 10.6%          | 11.9%        | 11.3%          | 12.6%        |
| 제113회   | 3월 15일  | 9.7%           | 11.3%        | 10.3%          | 11.3%        |
| 제114회   | 3월 16일  | 10.3%          | 11.6%        | 11.0%          | 12.5%        |
| 제115회   | 3월 19일  | 10.4%          | 12.9%        | 10.4%          | 12.2%        |
| 제116회   | 3월 20일  | 8.5%           | 9.2%         | 9.4%           | 10.7%        |
| 제117회   | 3월 21일  | 10.0%          | 12.4%        | 9.8%           | 11.4%        |
| 제118회   | 3월 22일  | 11.7%          | 12.0%        | 10.5%          | 11.3%        |
| 제119회   | 3월 23일  | 11.9%          | 12.7%        | 11.8%          | 13.9%        |
| 제120회   | 3월 26일  | 10.6%          | 12.3%        | 11.1%          | 13.3%        |
| 제121회   | 3월 27일  | 10.4%          | 12.2%        | 11.7%          | 14.1%        |
| 제122회   | 3월 28일  | 9.1%           | 10.4%        | 9.9%           | 11.3%        |
| 제123회   | 3월 29일  | 9.3%           | 9.8%         | 9.9%           | 11.3%        |

## OST

### Part. 1
| #            | 제목                                       | 가수         | 재생 시간 |
| ------------ | ------------------------------------------ | ------------ | --------- |
| 1.           | 〈짧은 다리의 역습〉 (Feat. 다이나믹 듀오) | 이적         | 2:39      |
| 2.           | 〈목소리〉 (Ending Theme)                  | 이적         | 3:15      |
| 총 재생 시간 | 총 재생 시간                               | 총 재생 시간 | 5:54      |

### Part. 2
| #            | 제목         | 가수         | 재생 시간 |
| ------------ | ------------ | ------------ | --------- |
| 1.           | 〈그런걸까〉 | 이적         | 4:00      |
| 총 재생 시간 | 총 재생 시간 | 총 재생 시간 | 4:00      |

### 하이킥! 짧은 다리의 역습 OST
| #            | 제목                                             | 가수                | 재생 시간 |
| ------------ | ------------------------------------------------ | ------------------- | --------- |
| 1.           | 〈하이킥 - 짧은 다리의 역습〉 (하이킥3 오프닝송) | 이적, 다이나믹 듀오 | 2:41      |
| 2.           | 〈그런걸까〉                                     | 이적                | 4:02      |
| 3.           | 〈그런걸까〉 (Piano Ver.)                        | 남메아리            | 2:38      |
| 4.           | 〈웃어라 그대〉 (Smile, My Love)                 | 강승윤, 이적        | 3:37      |
| 5.           | 〈Over The Rainbow〉                             | 김지원              | 5:52      |
| 6.           | 〈목소리〉 (하이킥3 엔딩송)                      | 이적                | 3:17      |
| 7.           | 〈목소리〉 (Piano Ver.)                          | 남메아리            | 2:19      |
| 총 재생 시간 | 총 재생 시간                                     | 총 재생 시간        | 24:26     |

## 기타
- 하이킥 시즌3이 기획되었을 당시에 이순재를 대체할 배우로 신구 등을 거론하기도 하였으나 캐스팅이 성사되지 않았다. 결국 주요인물로 노년층은 등장하지 않게 되었다.[11]
- 2011년 3월말 하이킥 시즌3의 기획 단계가 마무리되었을 무렵, 전작 《지붕뚫고 하이킥!》에서 활약한 진지희를 카메오로 미리 캐스팅하기도 하였다. 또한 다수의 전작 출연자들이 카메오 출연에 대해 긍정적인 의견을 내놓아 기대를 모은 바 있다.[11]
- 극중 1회에서 의대 출신 캐릭터인 윤계상과 이적의 출신 대학교가 '명인대'로 나오는데, 이는 《하얀거탑》에 나왔던 대학 이름이다.
- 김병욱 PD가 기획한 작품인 《원스 어폰어타임 인 생초리》에서 박규 역할을 맡았던 김학철이 동일 캐릭터로서 3~4회에 카메오로 등장하였다.
- 극중에 시리즈 전작인 《지붕뚫고 하이킥!》을 패러디한 '바닥뚫고 로우킥'이란 프로그램이 7회부터 등장하였다. 또한 14회에서는 등장인물인 '이지훈'(최다니엘)은 '지용'으로, 신세경은 '세령'으로 이름이 바뀌었다. 진지희와 황정음의 모습도 7회에 아주 잠시 등장하기도 했다.
- 20회에서 김지원이 윤계상에게 붙여준 르완다어 별명인 '아랏샤라무니에'(arasharamnye)는 상대방의 외모를 칭찬할 때 쓰는 말이다.[12] 그러나 한 네티즌이 '한국어로 미소천사라는 뜻'이라는 트위터글을 남겨 잘못된 정보가 사실인양 왜곡된 글이 일파만파 퍼져나가는 소동이 있었고, 이러한 사태는 무분별하게 확산되는 잘못된 인터넷 정보가 위험하다는 사실을 다시금 상기시켜준 사건이 되었다.[13][14]
- 극중 43회에서 지나고의 새 교가를 윤건이 작곡하게 되는데, 이 곡은 실제로 브라운아이즈 출신의 윤건이 작곡한 `벌써 일년`을 패러디한 곡이다.
- 2012년 1월 23일 설특집으로 '하이킥! 설날의 역습'을 방송하였다.[15]
- 108회에서 특별출연한 김범은 드라마 《시크릿 가든》에서 현빈이 맡았던 역할인 김주원을 패러디하였다.
- 당초 120부작으로 기획되었다고 하였으나, 3회 연장되어 123부작 스페셜 방송으로 종영하였다.[16]
- 전작에 출연했던 배우 홍순창의 마지막 시즌 출연이기도 하며 기태영 황신혜 강성연[17]  등이 주연 물망에 올랐으나 무산됐다.

## 수상
- 2011년 MBC 방송연예대상 코미디 시트콤 여자 최우수상 - 윤유선
- 2011년 MBC 방송연예대상 코미디 시트콤 남자 우수상 - 윤계상
- 2011년 MBC 방송연예대상 코미디 시트콤 여자 우수상 - 박하선
- 2011년 MBC 방송연예대상 코미디 시트콤 남자 신인상 - 고영욱
- 2011년 MBC 방송연예대상 코미디 시트콤 남자 인기상 - 안내상
- 2011년 MBC 방송연예대상 코미디 시트콤 여자 인기상 - 백진희
- 2012년 백상예술대상 TV 여자예능상 - 박하선